# Harald Preuß
Harald Preuß (* 23. Oktober 1968) ist ein ehemaliger deutscher Fußballspieler und Trainer.

## Laufbahn
Er begann seine Karriere bei VfB Marburg, von wo er 1989 zum Oberligisten Eintracht Haiger wechselte. Im Sommer 1991 wechselte er zum VfB Stuttgart. Die Mannschaft wurde Deutscher Meister, Preuß bestritt auf Grund vieler Verletzungen im ersten Profijahr jedoch kein Spiel.
Nachdem sich Preuß auch im Folgejahr nicht durchsetzen konnte, schloss er sich dem Zweitligisten SV Waldhof Mannheim an, für die er 27 Spiele bestritt und dabei ein Tor erzielte. Nach seinem Abschied aus Mannheim nach der Saison 1994/95 spielte er für die hessischen Oberligisten VfB Gießen, FC Ederbergland, FSV Braunfels und VfB Marburg. Zuletzt war er in der Saison 2006/07 als Spielertrainer und bis 2009 als hauptverantwortlicher Trainer beim FSV Braunfels tätig.
2009 wechselte er als Trainer zum VFB Wetter, mit dem er in der Saison 2011/12 in die Verbandsliga Mitte aufgestiegen ist.
2015 betreute er den Hessenligisten FC Ederbergland und ab 2016 den Gruppenligisten SV Bauerbach.
Ab der Saison 2017/18 ist er beim Kreisoberligisten SG Aartal als Trainer aktiv.

## Erfolge
- Deutscher Meister 1992
- Relegationssieger 2006/07 FSV Braunfels (Aufstieg Hessenliga)
- Relegationssieger 2011/2012 VFB Wetter  (Aufstieg Verbandsliga Mitte)